# Torre Banco do Brasil

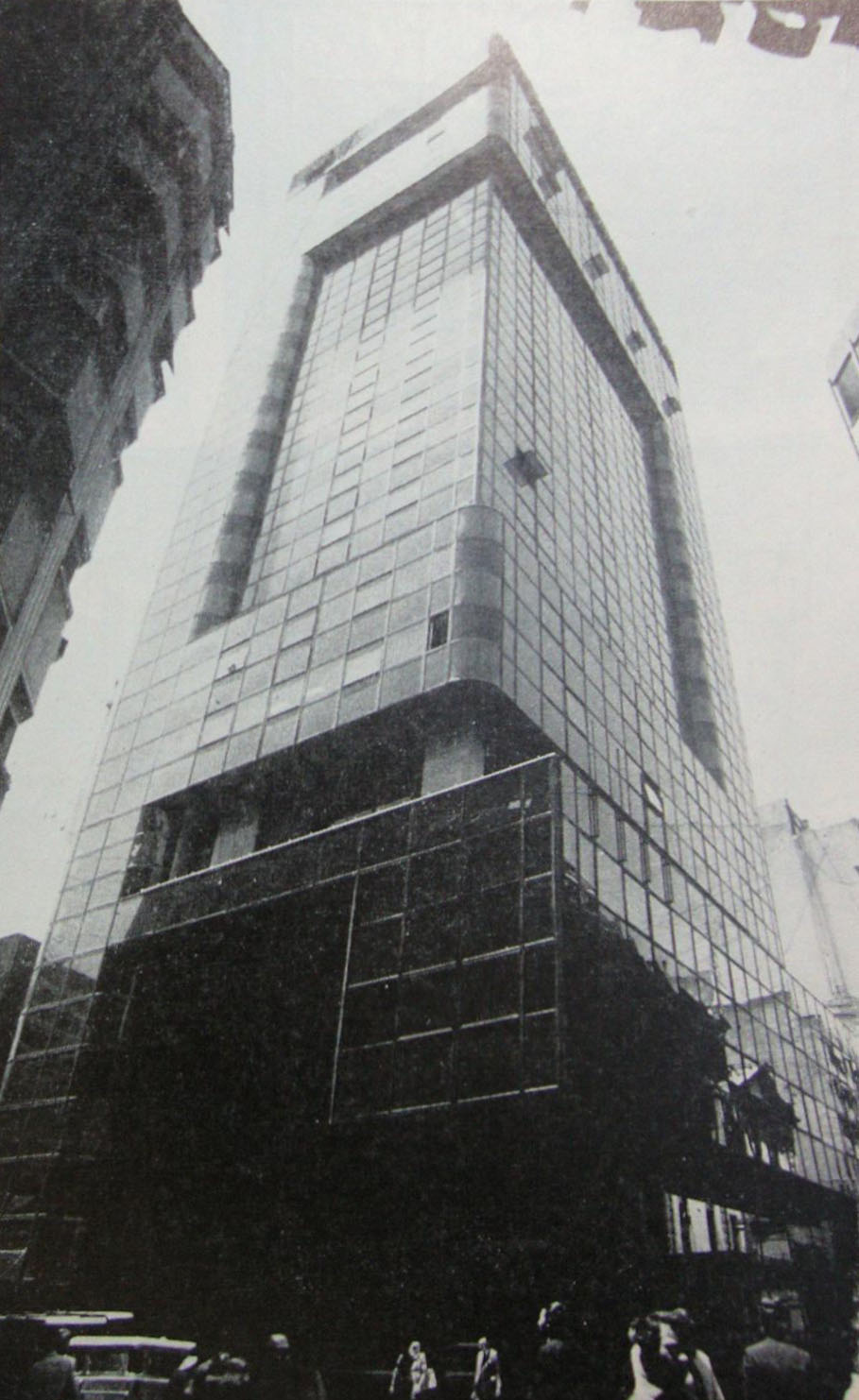
El edificio en 1979. En la esquina se distinguen las oficinas de gerencia y subgerencia, jerarquizadas por estar en voladizo sobre el acceso.

La Torre Banco do Brasil es un edificio de oficinas de estilo moderno ubicado en la city financiera del barrio de San Nicolás, en la ciudad de Buenos Aires, Argentina. Aloja la sucursal porteña de dicho banco y 16 pisos de oficinas. Fue diseñado por los arquitectos Raúl Raña Veloso, Roberto H. Álvarez y Samuel Forster y se terminó en 1977. Para su construcción fue demolido el gran edificio comercial que Juan Antonio Buschiazzo había diseñado para el empresario Antonio Devoto hacia los años 1900.
El edificio recibió el Diploma de Honor por parte de la Municipalidad de la Ciudad de Buenos Aires, como reconocimiento por los méritos edilicios de la obra.

## Características

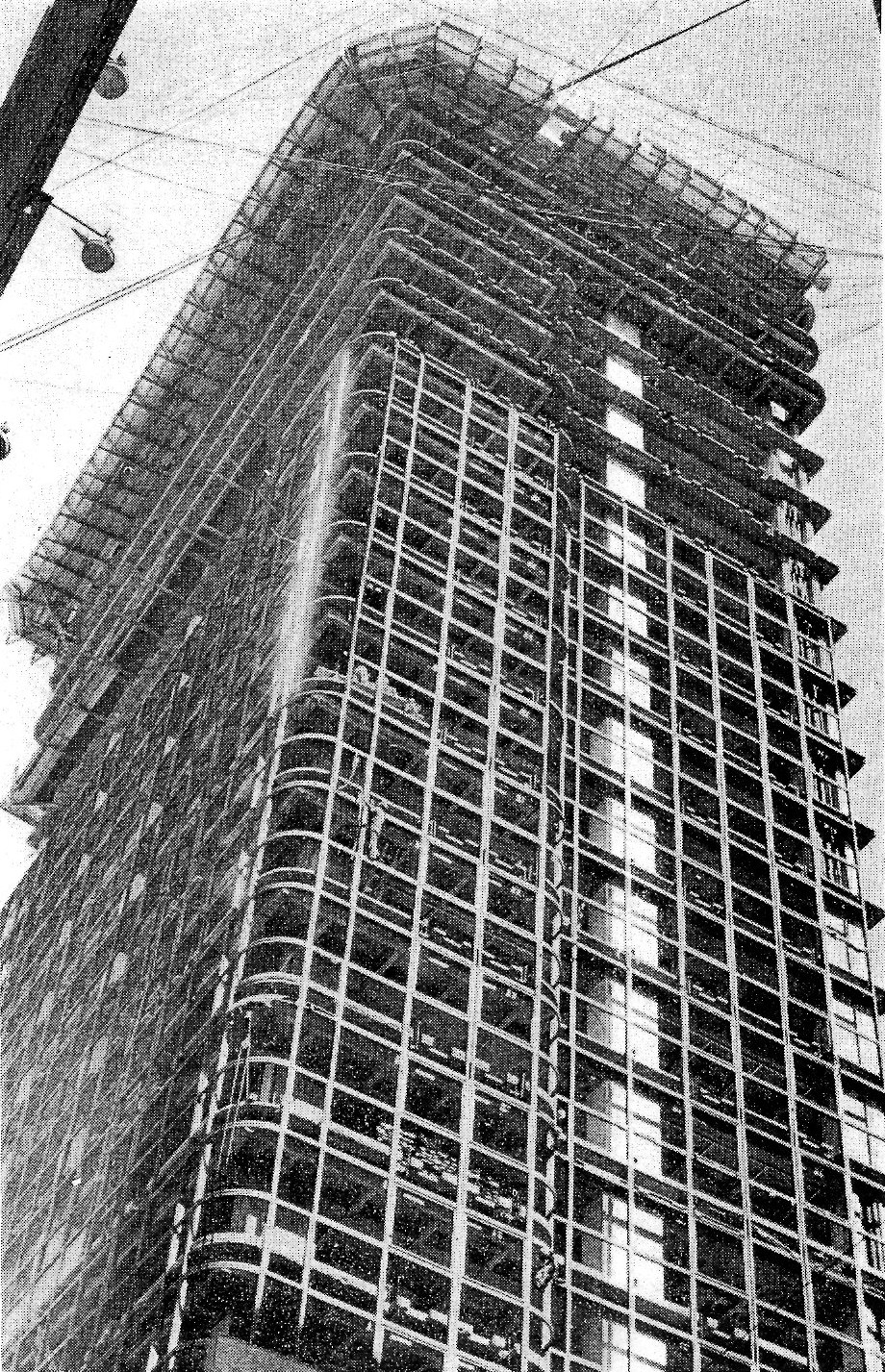
Colocación del muro cortina en 1976.

La Torre del Banco do Brasil está organizada en un basamento de planta baja y 3 pisos de 1.100 m² cada uno, que junto al subsuelo están destinados a alojar la sucursal en Buenos Aires del banco en sí. Los pisos 4º y 5º de la torre están reservados para oficinas del banco, y desde el 6º al 21º están destinados a oficinas de alquiler y 3 subsuelos a cocheras para alojar 100 automóviles en total. El piso 22º aloja las salas de máquinas de ascensores, aire acondicionado, etc.
Se trata de una estructura de hormigón armado: tres pórticos conformados por hileras de cinco columnas cada uno, y es un caso en donde el núcleo de circulaciones verticales no tiene función estructural. Los pórticos descansan sobre tres bases de 1,80 metros de altura. El sector de la subgerencia del banco (2° piso) y de la gerencia (3° piso) se encuentran sobre la esquina de Sarmiento y San Martín, en un volumen diferenciado desde el exterior, ya que el hall de acceso a las oficinas de la torre posee múltiple altura, jerarquizando estas oficinas de altos cargos a diferenciarlas visualmente del resto del basamento, ya que se perciben como un voladizo suspendido sobre la entrada al banco.
La fachada del edificio se distingue por su muro cortina (curtain wall) de perfiles de aluminio anodizado color bronce oscuro, que si bien es difícil de visualizar debido a la estrechez de las calles céntricas de Buenos Aires, se puede apreciar desde la Plaza de San Nicolás, en la avenida Corrientes.